# Parc Frank-Delmas
 (décembre 2023).
Si vous disposez d'ouvrages ou d'articles de référence ou si vous connaissez des sites web de qualité traitant du thème abordé ici, merci de compléter l'article en donnant les références utiles à sa vérifiabilité et en les liant à la section « Notes et références ».
Le parc Frank-Delmas est un parc situé à La Rochelle dans le département français de la Charente-Maritime en région Nouvelle-Aquitaine.

## Historique
Le parc Frank-Delmas, du nom d'un membre de la famille Delmas fusillé pour acte de résistance pendant la Seconde Guerre mondiale, est situé au sommet de l'allée du Mail. Anciennement parc d'une propriété privée, la villa Fort-Louis, toujours au centre du parc, c'est un jardin public de sept hectares au riche patrimoine botanique. Le parc est légué par la famille Delmas à la ville en 1961.
Réhabilité à la suite de la tempête Martin de 1999, c'est également un lieu d'expérimentation de la résistance des végétaux aux contraintes climatiques.
Le parc Frank-Delmas est un site inscrit par arrêté du 30 mai 1979,.

## Galerie

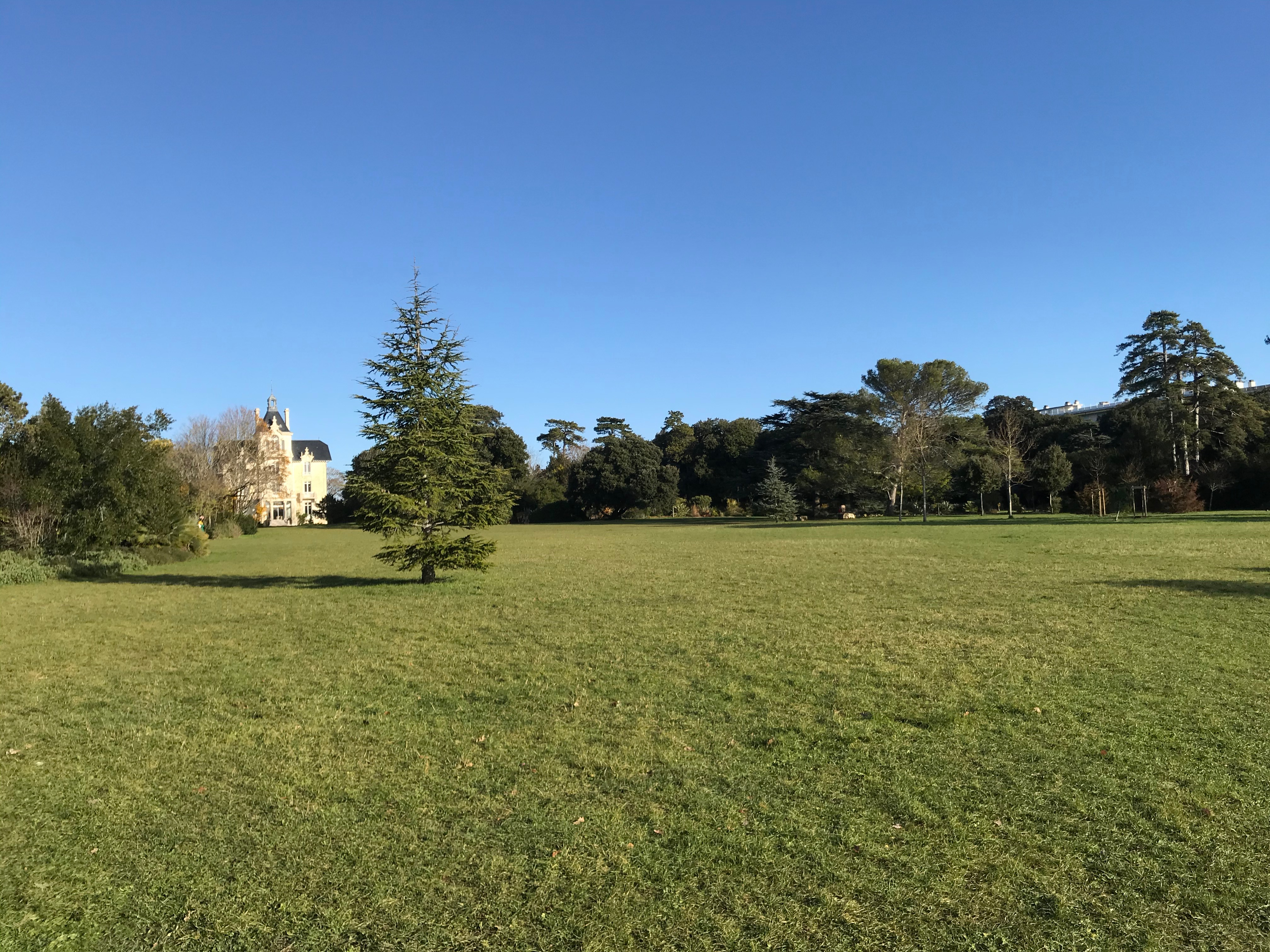
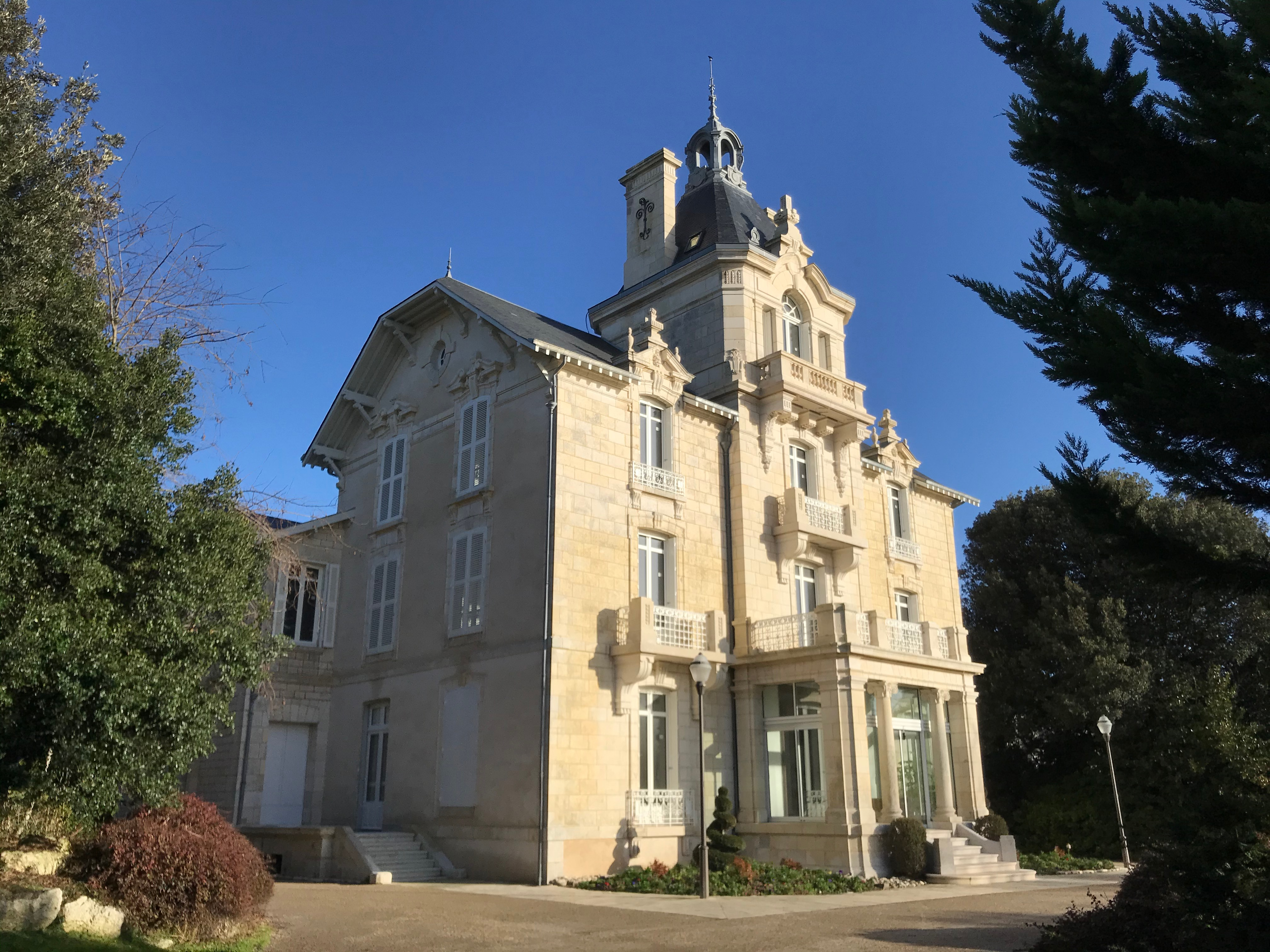
Villa Fort-Louis
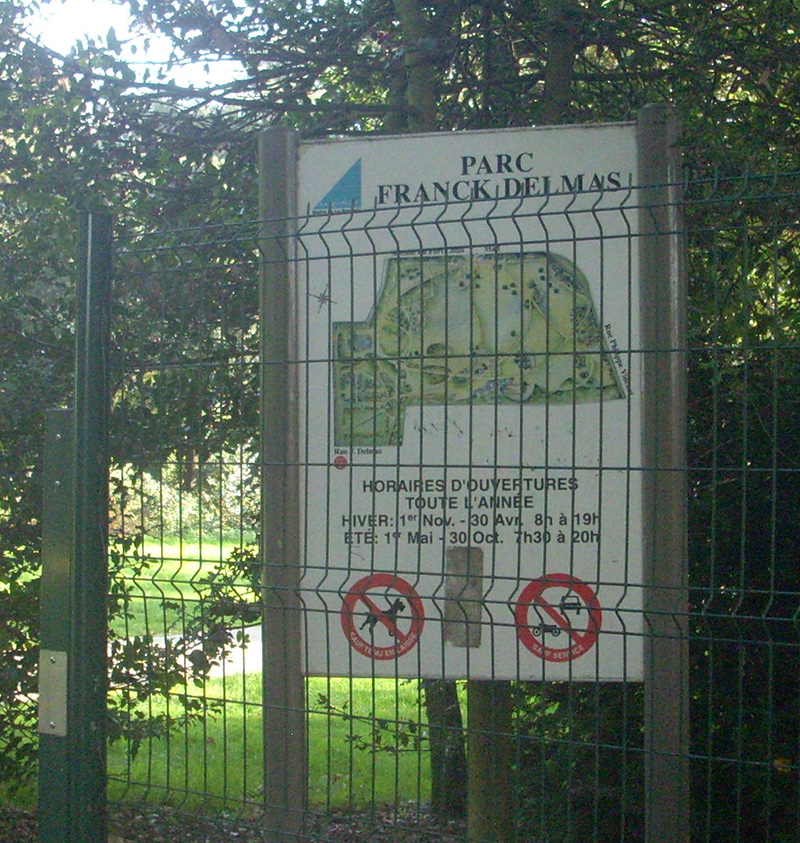